# Élections municipales suédoises de 2014
Les élections municipales suédoises de 2014 se tiennent le 14 septembre 2014, en même temps que les élections législatives et les élections régionales.

## Sondages

### Stockholm
| Institut          | Date      | V      | S      | MP     | C     | FP    | KD    | M      | SD    | F!    | Autres |
| ----------------- | --------- | ------ | ------ | ------ | ----- | ----- | ----- | ------ | ----- | ----- | ------ |
| Institut          | Date      |        |        |        |       |       |       |        |       |       |        |
| Sifo              | août 2014 | 8,7 %  | 22,3 % | 14,8 % | 4,3 % | 7,9 % | 3,3 % | 25,4 % | 5,7 % | 6,1 % | 1,5 %  |
| Opinion Stockholm | août 2014 | 7,7 %  | 22,9 % | 15,5 % | 5,3 % | 7,3 % | 2,7 % | 23,5 % | 7,9 % | 5,1 % | 2,3 %  |
| Opinion Stockholm | juin 2014 | 8,0 %  | 19,7 % | 17,5 % | 4,3 % | 6,5 % | 2,4 % | 27,4 % | 5,9 % | 7,1 % | 1,2 %  |
| Opinion Stockholm | mai 2014  | 9,7 %  | 20,9 % | 15,8 % | 4,3 % | 6,7 % | 2,8 % | 29,2 % | 6,3 % |       | 4,3 %  |
| Opinion Stockholm | mars 2014 | 10,1 % | 25,6 % | 16,7 % | 3,2 % | 8,8 % | 1,9 % | 24,4 % | 7,1 % |       | 2,2 %  |

En italique sont indiqués les partis ne dépassant le seuil de 3 % pour obtenir des sièges.